# Орлов, Николай Иванович (архитектор)
Николай Иванович Орлов (1860—1918) — русский архитектор.

## Биография
Окончил Московское училище живописи, ваяния и зодчества и в 1886 году получил звание классного художника архитектуры.
В 1891—1899 годах работал в Туле, служил сверхштатным техником Строительного отделения Тульского губернского правления.
С 1900 года постоянно жил в Москве. Работал архитектором богадельни имени Ермаковых и архитектором Елизаветинского института, состоял архитектором службы пути Московско-Курской железной дороги. Похоронен в Москве на Введенском кладбище.

### Проекты и постройки
- 1894—1896 — Курско-Нижегородский вокзал, Москва (перестроен)[2];
- 1890-е — вокзал в Подольске[2];
- 1898 — дом правления Московско-Курской и Нижегородско-Муромской железных дорог, совместно с М. А. Аладьиным, Москва, Старая Басманная улица, 11[2];
- 1899—1902 — Храм Иверской иконы Божией Матери, Орёл, ул. Привокзальная, 9[3];
- 1905 — проект церкви Екатерины Великомученицы в Рахманово[3];
- 1909—1911 — Храм Димитрия Солунского на Благуше, Москва, улица Ибрагимова, 6а[2].

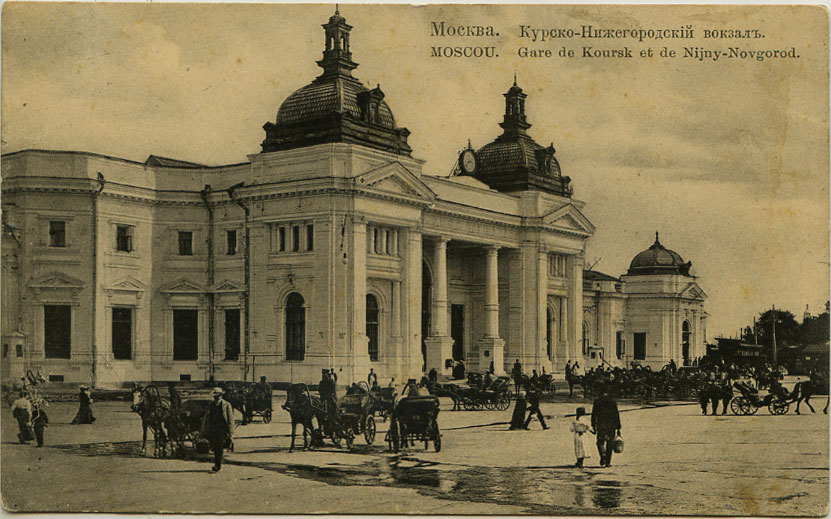
Курско-Нижегородский вокзал
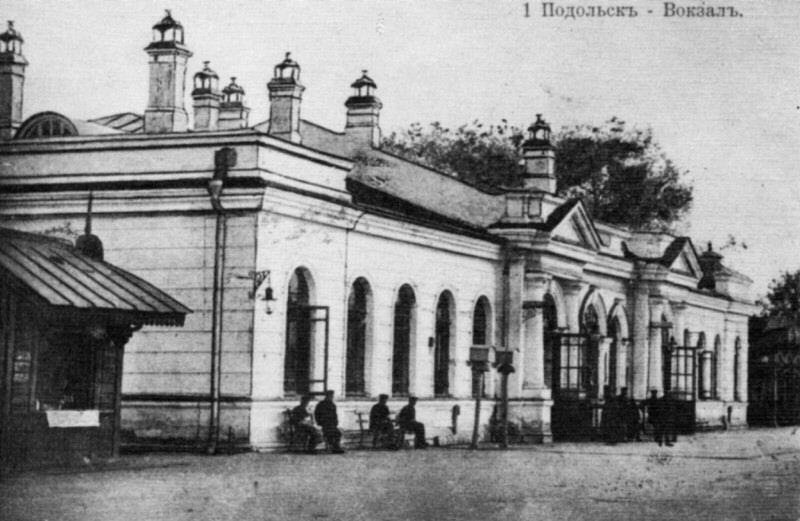
Вокзал в Подольске
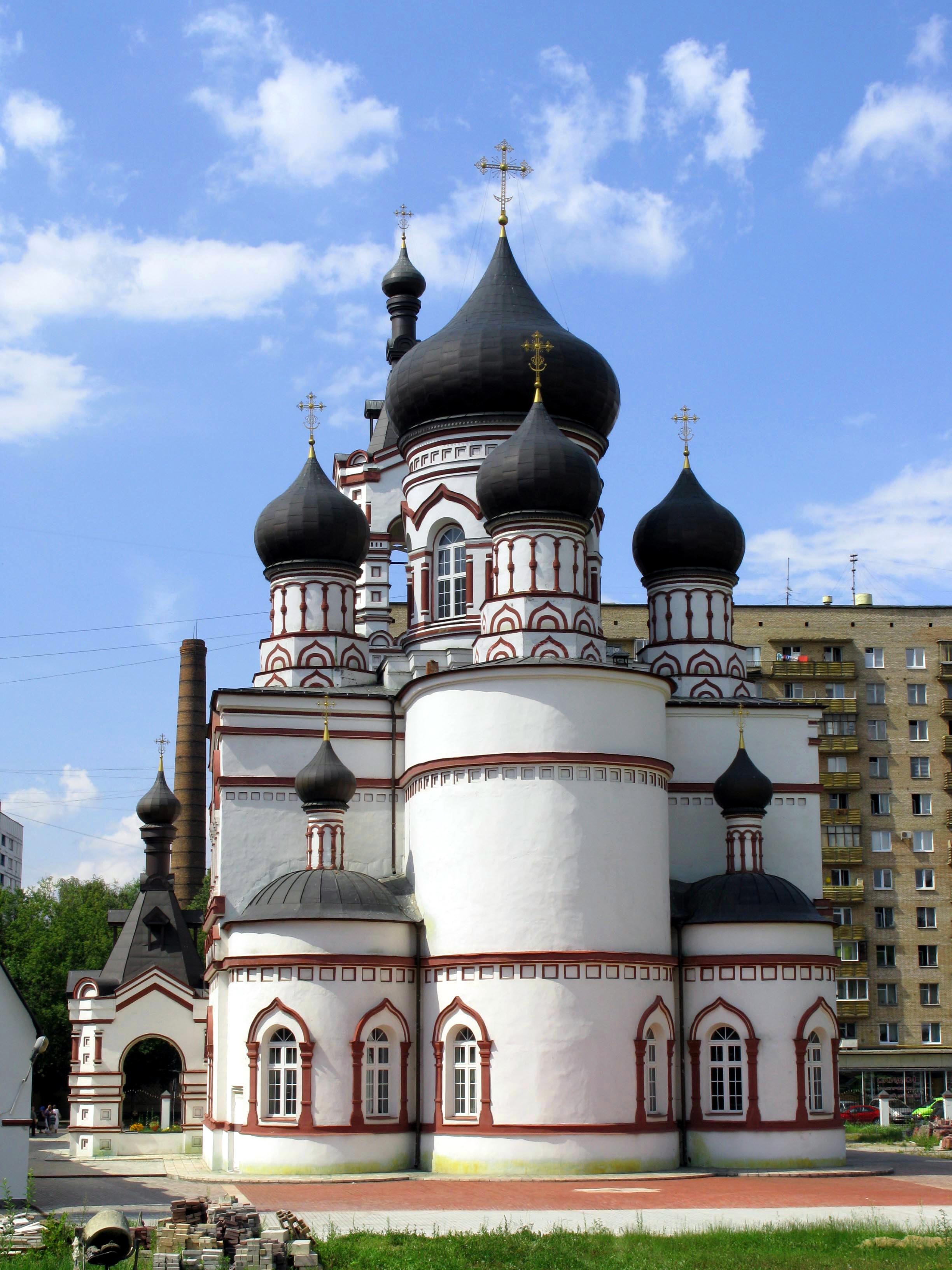
Храм Димитрия Солунского на Благуше
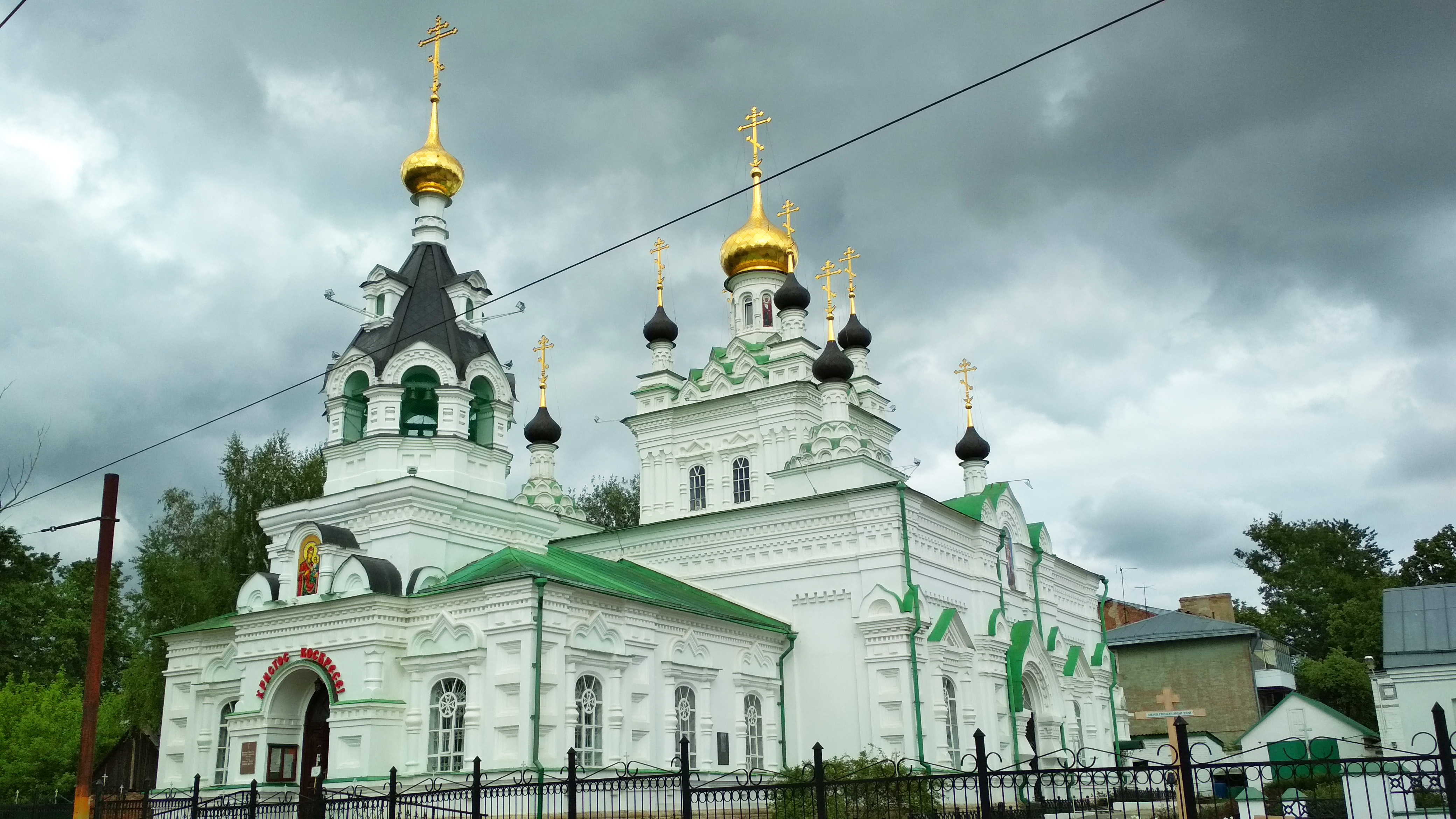
Иверская церковь в городе Орле